# Suite Vollard
La Suite Vollard est une série de cent estampes gravées à l'eau-forte par Pablo Picasso entre 1930 et 1937. Nommée ainsi d'après le marchand d'art qui en a fait la commande, Ambroise Vollard, la série est conservée dans plusieurs musées et plusieurs estampes seules sont collectionnées et recherchées par les collectionneurs. Plus de 300 séries ont été imprimées, mais beaucoup ont été démantelées pour que les estampes soient vendues séparément.
Ce travail ne doit pas être confondu avec la suite, parfois appelée Suite Vollard, de gravures sur bois exécutées par Paul Gauguin vers 1898-1899 pour Vollard et refusée par ce dernier.

## Contexte historique

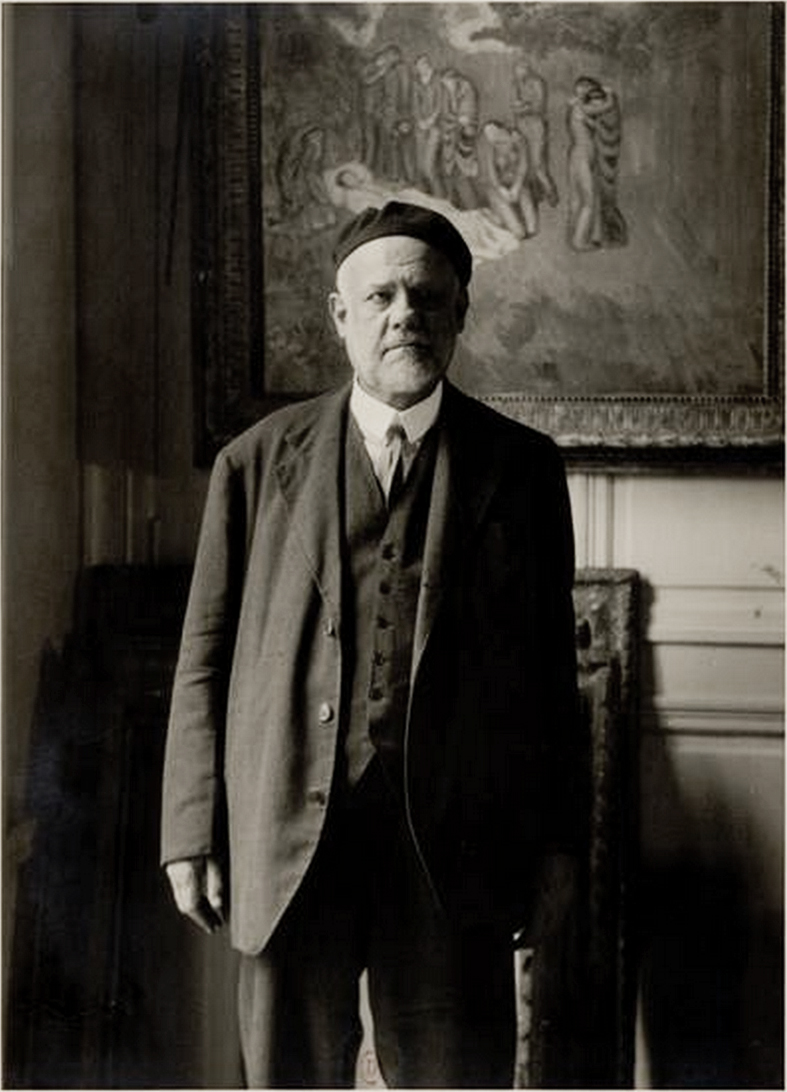
Ambroise Vollard, devant le tableau de Picasso, El entierro de Casagemas (avant 1910).

En 1930, Picasso reçoit une commande de plusieurs eaux-fortes de la part du marchand d'art et éditeur Ambroise Vollard en échange de tableaux d'Auguste Renoir et Paul Cézanne.
Picasso travaille beaucoup sur la série au printemps 1933 et l'achève en 1937. Elle n'est cependant imprimée que deux ans plus tard par le graveur Roger Lacourière en 230 exemplaires, mais la mort de Vollard en 1939 et l'avènement de la Seconde Guerre mondiale font que la série ne sort sur le marché de l'art que dans les années 1950.

## La série
Les œuvres ne sont pas basées sur une source littéraire et ne sont pas intitulées, mais selon la Fundación Juan March (en), « certains des thèmes tirent une lointaine origine de la nouvelle de Balzac Le Chef-d'œuvre inconnu (1831), illustré par Picasso à la demande de Vollard et qui l'a grandement impressionné. Il raconte l'histoire des efforts d'un peintre pour capturer la vie elle-même sur une toile à travers la beauté féminine et anticipe les origines de l'art moderne, dont Picasso sera l'un des instigateurs. » Picasso a écrit sur chaque plaque la date (jour, mois et année) où il les a réalisées. Dans le Daily Telegraph, Richard Dorment explique que Picasso a pris tellement de temps à créer la série que « l'imagerie et le registre émotionnel des estampes changent constamment pour refléter les obsessions érotiques et artistiques de Picasso, les vicissitudes conjugales, et la situation politique en Europe qui s'assombrit... Lors des années où Picasso a travaillé sur la série, le fascisme s'est répandu en Europe, et la guerre civile a éclaté en Espagne. Ces anxiétés ont également trouvé leur place dans la Suite Vollard pour que quand vous arrivez à la fin de l'exposition et voyez les dernières images du minotaure aveugle, vous ressentiez que vous êtes dans un univers émotionnel différent de l'Arcadie ensoleillée que vous pouvez trouver au début de l'exposition. »
La Suite commence avec des estampes où Picasso explore le thème de l'atelier du sculpteur : la maîtresse de l'artiste, Marie-Thérèse Walter, est représentée comme un modèle allongé dans les bras d'un sculpteur barbu. Picasso avait peu avant été inspiré par Marie-Thérèse pour créer une série de têtes de bronze monumentales dans un style néo-classique. Picasso avait aussi reçu une commande de l'éditeur Albert Skira en 1928 pour créer des estampes originales en taille-douce pour sa traduction des Métamorphoses d'Ovide, publiées en 1931.
Dorment commente qu'un minotaure y apparaît, se joignant à des scènes de bacchanales, mais il est transformé d'un amant doux et bon vivant en un violeur et dévoreur de femme, reflétant les relations turbulentes de Picasso avec Marie-Thérèse et son épouse Olga. Dans une troisième transformation, le minotaure devient pathétique, aveugle et impotent, traîne la nuit, mené par une petite fille ayant les traits de Marie-Thérèse. La thématique de ces estampes s'articule en cinq groupes : « le viol », « l'atelier du sculpteur », « Rembrandt », « Minotaure » et « Minotaure aveugle ». D'autres ne suivent pas une thématique concrète et trois sont des portraits de Vollard.

## Considérations techniques
Picasso a appris de nouvelles techniques de gravure lors de l'élaboration de la Suite Vollard, commençant par de la simple gravure au trait puis assimilant les techniques du burin, de la pointe sèche, l'aquatinte et aquatinte au sucre grâce à Roger Lacourière dans son atelier, ce qui lui permet d'obtenir des effets picturaux proches d'un tableau. La plupart des estampes ont été réalisées en un seul état, à la grande satisfaction de Picasso, mais d'autres, comme les compositions érotiques, existent en plusieurs états, dont une en atteint quatorze.

## Postérité

### Devenir de la série
Une exposition de 1971 à Madrid est attaquée par un groupe paramilitaire, les Guerrilleros de Cristo Rey, qui subtilisent les estampes et versent dessus de l'acide. Le groupe attaquait tout ce qu'il associaient aux réfugiés et exilés de la guerre d'Espagne, comme Picasso, et aux Républicains espagnols.
Le musée d'art contemporain de Caracas consacre une salle entière à la série en salle 10 : c'est l'une des salles les plus visitées et reconnues du musée. Composée de 100 gravures de l'artiste espagnol, cela la rend unique en Amérique latine et dans le monde. Acquise par le musée en 1989 pour 700 000 dollars, elle est exposée de façon permanente à une température constante de 21 °C et une humidité relative d'entre 55 et 56 %, en plus d'une lumière ténue qui permet toutefois de bien apprécier les œuvres. Cette série est l'une des rares complètes qui existent, avec celles du British Museum ou du Philadelphia Museum of Art, notamment. La salle est fermée au public depuis le début de l'année 2013[réf. souhaitée].
Le British Museum acquiert la série en 2011 après une donation d'un million de livres par l'homme d'affaires Hamish Parker ; le directeur du musée, Neil MacGregor, révèle que c'était une ambition de longue date et la décrit comme « l'une des plus importantes acquisitions de l'institution des cinquante dernières années. »

### Institutions possédant la série complète ou une grande partie
Le Musée d'art contemporain de Caracas prétend être l'une des quatre seules institutions à posséder la série complète, la seule en Amérique latine. On sait que le British Museum en possède également une, de même que la Bibliothèque nationale de France, mais il n'est pas clair s'il y en a d'autres ni lesquelles.
- Bibliothèque nationale de France, département des Estampes, Paris ;
- British Museum, Londres ;
- Musée d'art contemporain de Caracas, Caracas (Venezuela)[10] ;
- Museum of Modern Art, New-York (États-Unis)[11] ;
- Galerie nationale d'Australie, Canberra (Australie)[6] ;
- Musée des beaux-arts du Canada, Ottawa (Canada) ;
- Philadelphia Museum of Art, Philadelphie (États-Unis)[12] ;
- Musée Ludwig, Cologne (Allemagne) ;
- Musée d'art moderne de Fort Worth, Fort Worth (États-Unis)[13] ;
- Hood Museum of Art, Hanover (États-Unis)[14]
- Colby College Museum of Art (en), Waterville (États-Unis)[15] ;
- Harry Ransom Center (en), Austin (États-Unis) ;
- Musée d'art Pablo Picasso de Münster[16].

### Hommage
Un immeuble résidentiel giratoire de Curitiba, au Brésil, est nommé Suite Vollard (en) d'après l'œuvre de Picasso.